# Macroclinium
Macroclinium – rodzaj roślin z rodziny storczykowatych (Orchidaceae). Obejmuje 49 gatunków występujących w Ameryce Środkowej i Ameryce Południowej w takich krajach jak: Belize, Boliwia, Brazylia, Kolumbia, Kostaryka, Ekwador, Salwador, Gujana, Gujana Francuska, Gwatemala, Honduras, Meksyk, Nikaragua, Panama, Peru, Surinam, Wenezuela.

## Systematyka
Rodzaj sklasyfikowany do podplemienia Oncidiinae w plemieniu Cymbidieae, podrodzina epidendronowe (Epidendroideae), rodzina storczykowate (Orchidaceae), rząd szparagowce (Asparagales) w obrębie roślin jednoliściennych.
Wykaz gatunków
- Macroclinium aduncum (Dressler) Dodson
- Macroclinium alleniorum Dressler & Pupulin
- Macroclinium aurorae Dodson
- Macroclinium bicolor (Lindl.) Dodson
- Macroclinium biflorum D.E.Benn. & Christenson
- Macroclinium borjaense Dodson
- Macroclinium bragae Campacci & J.B.F.Silva
- Macroclinium brasiliense (Pabst) Dodson
- Macroclinium calceolare (Garay) Dodson
- Macroclinium chasei Dodson & D.E.Benn.
- Macroclinium christensonii D.E.Benn.
- Macroclinium coffeicola (Schltr.) Dodson
- Macroclinium confertum Pupulin
- Macroclinium cordesii (L.O.Williams) Dodson
- Macroclinium dalessandroi Dodson
- Macroclinium dalstroemii Dodson
- Macroclinium dentiferum Thiv
- Macroclinium doderoi Mora-Ret. & Pupulin
- Macroclinium escobarianum Dodson ex Pupulin
- Macroclinium exiguum Pupulin
- Macroclinium generalense Pupulin
- Macroclinium glicensteinii J.T.Atwood
- Macroclinium hirtzii Dodson
- Macroclinium junctum (Dressler) Dodson
- Macroclinium larense Carnevali & Cetzal
- Macroclinium lexarzanum (Hágsater & R.González) Dodson
- Macroclinium lilacinum (Kraenzl.) Christenson
- Macroclinium lineare (Ames & C.Schweinf.) Dodson
- Macroclinium lueri Dodson & R.Vásquez
- Macroclinium manabinum (Dodson) Dodson
- Macroclinium mirabile (C.Schweinf.) Dodson
- Macroclinium montis-narae Pupulin
- Macroclinium oberonia (Schltr.) Dodson
- Macroclinium opimum Vierling
- Macroclinium pachybulbon (Hágsater & R.González) Dodson
- Macroclinium paniculatum (Ames & C.Schweinf.) Dodson
- Macroclinium paraense Campacci & J.B.F.Silva
- Macroclinium perryi (Dodson) Dodson
- Macroclinium pupulinianum Vierling
- Macroclinium ramonense (Schltr.) Dodson
- Macroclinium robustum Pupulin & Mora-Ret.
- Macroclinium roseum Barb.Rodr.
- Macroclinium saraca-taquerense Campacci & J.B.F.Silva
- Macroclinium simplex (Dressler) Dodson
- Macroclinium subroseum Campacci & J.B.F.Silva
- Macroclinium undulatum Vierling
- Macroclinium villenarum D.E.Benn.
- Macroclinium wullschlaegelianum (H.Focke) Dodson
- Macroclinium xiphophorus (Rchb.f.) Dodson